# Bangkok Insurance
Bangkok Insurance Public Company Limited ist ein thailändisches Unternehmen mit Sitz in Bangkok. Es gehört zu den führenden Versicherungsgesellschaften des Landes. Zu den Geschäftsbereichen des Unternehmens gehören Kfz-Versicherungen, Personenversicherungen, Sachversicherungen, Haftpflichtversicherungen, Feuerversicherungen, Transport- und Schifffahrtsversicherungen. Die Transportversicherung umfasst die Seefrachtversicherung, die Schiffskaskoversicherung, die Haftpflichtversicherung für Logistikdienstleister u. a. Die Personenversicherung umfasst eine Unfallversicherung und Krankenversicherung.

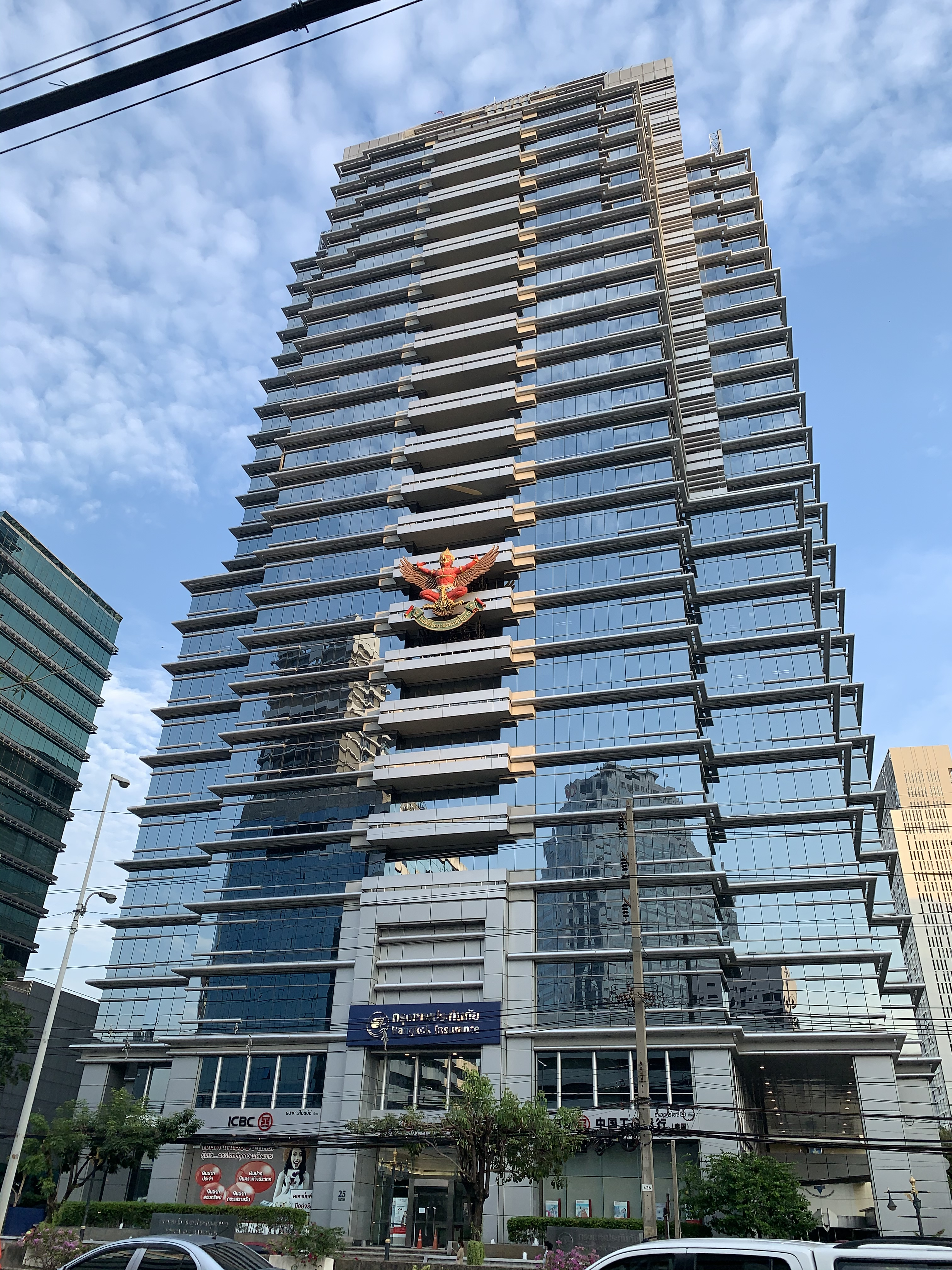
Hauptquartier der Bangkok Insurance

Es ist Mitglied im SET Index an der Stock Exchange of Thailand. Die Aktien werden zu 97,72 % von der BKI Holdings Public Company Limited gehalten.

## Geschichte
Das Unternehmen wurde von Chin Sophonpanich im Jahr 1947 gegründet. Seit diesem Jahr ist sie im Nichtlebensversicherungsgeschäft tätig. Sie wurde als Gesellschaft mit beschränkter Haftung unter dem Namen Asia Insurance Company Limited mit einem anfänglichen eingetragenen Kapital von 5 Millionen Baht gegründet.
Das erste Büro befand sich in der Anuwong Road im Bezirk Samphanthawong in Bangkok. Im Jahr 1956 zog das Unternehmen in das Asia Building in der Suapa Road um. 1968 wurde ein neues Büro in der Silom Road errichtet.
Im Jahr 1964 wurde die Asia Insurance Company Limited in Bangkok Insurance Company Limited umbenannt. Das Unternehmen baute sein Geschäft kontinuierlich aus und erhöhte sein eingetragenes Kapital. 1978 wurde das Unternehmen an der thailändischen Börse notiert und 1993 in eine Aktiengesellschaft mit dem Namen Bangkok Insurance Public Company Limited umgewandelt.
2023 verfügte die BKI Holdings Public Company Limited über ein Aktienkapital von 1.064,7 Millionen Baht. Die Versicherung hat Niederlassungen und Büros in allen Regionen Thailands.